# Мамін-Сибіряк Дмитро Наркисович
Дмитро́ Нарки́сович Ма́мін-Сибіря́к (рос. Дмитрий Наркисович Мамин-Сибиряк, справжнє прізвище — Мамін; нар. 25 жовтня (6 листопада) 1852, Вісімо-Шайтанський завод, Пермська губернія, Російська імперія — пом. 2 (15) листопада 1912, Санкт-Петербург, Російська імперія) — російський письменник.

## Творчість
Дмитро Наркисович Мамін народився 6 листопада 1852 року на Вісімо-Шайтанському заводі, що на той час входив до складу Пермської губернії Російської імперії. Друкуватися почав 1875 року.
У романах «Приваловські мільйони» (1883 рік), «Гірське гніздо» (1884 рік), «Три кінці» (1890 рік), «Золото» (1892 рік), «Хліб» (1895 рік), у циклах повістей, оповідань і нарисів відтворив картини народного життя, переважно гірничозаводських районів Уралу.
Писав твори для дітей: «Оленчині казки» (1894—1896 рр.), «Сіра Шийка» (1893) та інші.
За мотивами його творів на студії «Київнаукфільм» І. Негреску зняв фільм «Зимівля на Студеній» (1986).

## Видання творів в українських перекладах
- Мамин-Сібіряк Д.,. Старий Горобець. — Відень—Катеринослав : Українське Видавництво в Катеринославі, 1919. — 17 с.
- Вибрані оповідання. — Київ, 1928.
- Вибрані оповідання. — Харків — Одеса, 1937.
- Оленчині казки. — Київ, 1948.
- Приваловські мільйони. — Київ, 1952.
- Говорок. — Київ, 1953.
- Хліб. — Київ, 1956.
- Гірниче гніздо. — Київ, 1957.
- Золотопромисловці. — Київ, 1957.
- Сіра Шийка. — Київ, 1965.

## Екранізації творів
- «Приваловські мільйони» (1915, фільм, реж. В. Гардін)
- «Сіра Шийка» (1948, мультфільм)
- «Хоробрий заєць» (1955, мультфільм)
- «У владі золота» (1957, фільм)
- «Приваловські мільйони» (1972, фільм)
- «На золотому дні» (1977, телеспектакль)
- «Казка про Комара Комаровича» (1981, мультфільм)
- «Die priwalov'schen Millionen» (1982, т/с, West Germany—Bulgaria)
- «Казочка про козявочку» (1985, фільм)
- «Зимівля на Студеній» (1986, фільм, «Київнаукфільм», реж. І. Негреску)
- «Гірське гніздо» (2000, фільм)
- «Йорж і горобець» (2000, мультфільм, Беларусьфільм)
- «Золото» (2012, фільм)